# Brighamia insignis
Brighamia insignis е вид растение от семейство Камбанкови (Campanulaceae). Видът е критично застрашен от изчезване.

## Разпространение
Разпространен е в САЩ (Хавайски острови).